# Lokale Hölderstetigkeit
Die lokale Hölderstetigkeit ist ein Konzept der Mathematik, das die Hölderstetigkeit und damit auch die Lipschitzstetigkeit verallgemeinert. Sie ist nach Otto Hölder benannt und findet beispielsweise in der Wahrscheinlichkeitstheorie bei der Formulierung des Satzes von Kolmogorow-Tschenzow Verwendung. Dieser liefert Kriterien, wann Modifikationen eines stochastischen Prozesses existieren, die lokal hölderstetig sind.

## Definition
Gegeben seien zwei metrische Räume {\displaystyle (E_{1},d_{1})} und {\displaystyle (E_{2},d_{2})}. Eine Abbildung
{\displaystyle \varphi \colon E_{1}\to E_{2}}
heißt lokal hölderstetig der Ordnung γ oder kurz lokal hölder-γ-stetig, wenn zu jedem {\displaystyle t\in E_{1}} ein echt positives {\displaystyle \varepsilon >0} und eine echt positive Zahl {\displaystyle C=C(t,\varepsilon )>0} existiert, so dass für alle {\displaystyle r,s\in E_{1}} mit {\displaystyle d_{1}(r,t)<\varepsilon } und {\displaystyle d_{1}(s,t)<\varepsilon } die Ungleichung
{\displaystyle d_{2}(\varphi (r),\varphi (s))\leq C\cdot d_{1}(r,s)^{\gamma }}
gilt.

## Beispiele
- Jede lipschitzstetige Funktion mit Lipschitzkonstante {\displaystyle L} ist lokal hölderstetig mit Exponent {\displaystyle \gamma =1} und {\displaystyle C=L}
- Jede hölderstetige Abbildung mit Konstante {\displaystyle C} und Exponent {\displaystyle \gamma } ist auch lokal hölderstetig mit Konstante {\displaystyle C} und Exponent {\displaystyle \gamma }.

## Eigenschaften
- Ist {\displaystyle f} eine reellwertige Funktion einer reellen Variable und lokal hölderstetig mit Exponent {\displaystyle \gamma \in (0,1]}, so ist {\displaystyle f} auch lokal hölderstetig für jeden Exponenten {\displaystyle \gamma ^{*}} mit {\displaystyle 0\leq \gamma ^{*}\leq \gamma }.
- Ist der Definitionsbereich von {\displaystyle f} kompakt, so folgt aus der lokalen Hölderstetigkeit die Hölderstetigkeit. Im Allgemeinen ist dieser Schluss aber falsch.